# Limnonectes namiyei
Limnonectes namiyei är en groddjursart som först beskrevs av Leonhard Hess Stejneger 1901.  Limnonectes namiyei ingår i släktet Limnonectes och familjen Dicroglossidae. IUCN kategoriserar arten globalt som starkt hotad. Inga underarter finns listade i Catalogue of Life.